# Bauhinia stipularis
Bauhinia stipularis är en ärtväxtart som beskrevs av Pieter Willem Korthals. Bauhinia stipularis ingår i släktet Bauhinia och familjen ärtväxter.

## Underarter
Arten delas in i följande underarter:
- B. s. brachystylus
- B. s. stipularis